# Věžnice (Havlíčkův Brod)
Věžnice é uma comuna checa localizada na região de Vysočina, distrito de Havlíčkův Brod.